# N-アシルグルコサミン-2-エピメラーゼ
N-アシルグルコサミン-2-エピメラーゼ(N-acylglucosamine 2-epimerase、EC 5.1.3.8)は、以下の化学反応を触媒する酵素である。
N-アシル-D-グルコサミン{\displaystyle \rightleftharpoons }N-アシル-D-マンノサミン
従って、この酵素の基質はN-アシルグルコサミンのみ、生成物はN-アシルマンノサミンのみである。
この酵素は、異性化酵素、特に炭水化物およびその類縁体に作用するラセマーゼ、エピメラーゼに分類される。系統名は、N-アシル-D-グルコサミン 2-エピメラーゼ(N-acyl-D-glucosamine 2-epimerase)である。この酵素は、アミノ糖の代謝に関与している。補因子としてATPを必要とする。

## 構造
2007年末現在で、1つの構造が解明されている。蛋白質構造データバンクのコードは、である。